# Mann+Hummel
Mann+Hummel – niemieckie przedsiębiorstwo z siedzibą w Ludwigsburgu specjalizujące się w technologii filtracji.
Grupa Mann+Hummel prowadzi działalność w Europie, obu Amerykach, Azji i Australii. Jej europejskie zakłady produkcyjne zlokalizowane są w Niemczech, Czechach, Wielkiej Brytanii, Szwecji, Francji, Hiszpanii, Bośni i Hercegowinie, Turcji oraz Rosji, a biura sprzedaży – w Niemczech, Czechach, Wielkiej Brytanii, Francji i Hiszpanii.
Grupa M+H wytwarza produkty filtracyjne wykorzystywane w przemyśle motoryzacyjnym (m.in. filtry paliwa, filtry olejowe, filtry powietrza w silniku, filtry powietrza w kabinie, filtry hydrauliczne, filtry chłodziwa, filtry oleju przekładniowego, systemy wentylacji skrzyni korbowej oraz filtry sprężonego powietrza), które sprzedaje producentom oryginalnego wyposażenia i dostawcom oryginalnych części zamiennych, a także, pod marką Mann-Filter, klientom działającym na rynku IAM. Oferuje również rozwiązania służące do filtracji wody do zastosowań przemysłowych oraz szereg produktów dodatkowych, takich jak np. zbiorniki wyrównawcze do chłodziwa, separatory powietrza i oleju, separatory mgiełki olejowej, separatory kropelkowe, miski olejowe i centryfugi.

## WBośni i Hercegowinie
9 września 1974 roku w ówczesnej Jugosławii w fabryce pomp Pobjeda Tešanj, na niemieckiej licencji Mann+Hummel, zostaje otwarty nowy wydział, który rozpoczyna produkcję filtrów samochodowych.
31 grudnia 1989 fabryka filtrów UNICO staje się niezależną firmą.
Wraz z prywatyzacją firmy Unico Filter Tešanj w 2005 roku, stała się ona częścią grupy producenckiej filtrów Mann+Hummel.

## W Czechach
W 1960 roku powstała, w ówczesnej Czechosłowacji, firma państwowa JIPAP produkująca wkłady filtracyjne do ciągników rolniczych i ciężarówek w Nova Ves w powiecie Třebíč.
W 1963 roku zostały wprowadzone do produkcji filtry powietrza.
W 1993 roku z inicjatywy JIP Jihlavské papírny a.s. i FILTERWERK MANN HUMMEL GmbH – powstała spóła joint venture MANN FILTR JIPAP s.r.o.
W 1998 roku koncern MANN+HUMMEL stał się 100% udziałowcem spółki.

## W Polsce
W 1982 roku została założona przez Piotra Giermaziaka w Gostyniu w Wielkopolsce firma Filtron.
1 października 1997 roku w siedzibie Business Centre Club w Warszawie została podpisana umowa pomiędzy DANA Corporation a firmą Filtron, w wyniku której powstała polsko-amerykańska spółka WIX-Filtron.
Od 1 grudnia 2004 r. WIX-Filtron należał do Affinia Group części amerykańskiej grupy kapitałowej The Cypress Group z siedzibą w Nowym Jorku. W 2007 roku utworzono Zakład Produkcji Filtrów w Krasiłowie w obwodzie chmielnickim na Ukrainie.
4 maja 2016 r. Wix-Filtron Sp. o.o. została włączona do niemieckiej grupy MANN+HUMMEL i działa pod nazwą Mann+Hummel Filtration Technology Poland Sp. z o.o., zatrudniając ok. 1800 pracowników